# Ділок (струмок)
Ділок — струмок в Україні у Самбірському районі Львівської області. Ліва притока річки Топільниці (басейн Дністра).

## Опис
Довжина струмка приблизно 3,73 км, найкоротша відстань між витоком і гирлом — 2,69  км, коефіцієнт звивистості річки — 1,39 . Формується багатьма струмками.

## Розташування
Бере початок на південно-східних схилах гори Ділок (726,0 м) у селі Тур'є. Спочатку тече переважно на північний захід, далі тече переважно на північний схід і впадає у річку Топільницю, праву притоку річки Дністра.